# 福冈德洲会医院
福冈德洲会医院是位于日本福冈县春日市的医疗设施。由医疗法人德洲会经营。全年無休24小时开放（包含急诊）。

## 摘要

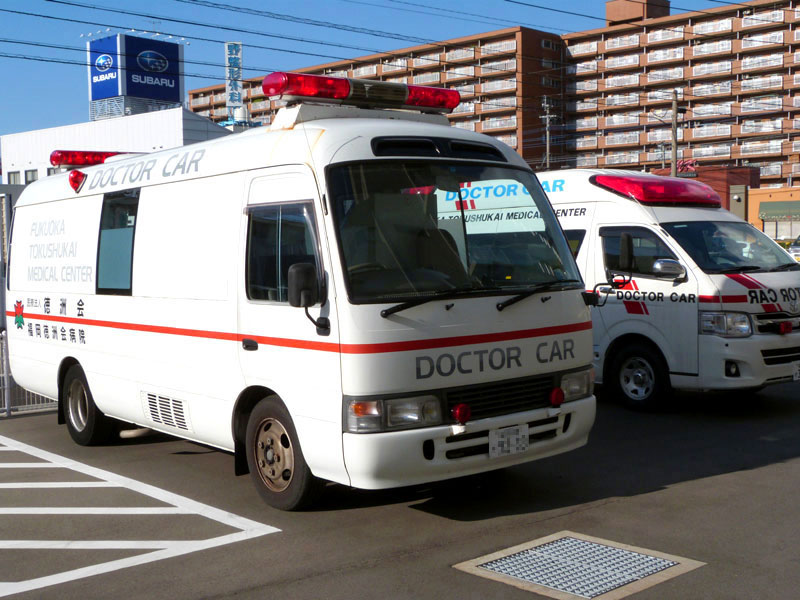

1979年10月1日、全国第6家开设的德洲会医院（当时床位数为150）。德洲会集团中，唯一被认证为“地域医疗支援医院”的设施，并设有围产期母子医疗中心。是九州日本为数年急诊量约1万人次的医院。另配有医院自己的救护车。
10层的新医院大楼位于旧医院大楼的附近（占地面积5万3000平方米），并于2014年9月1日建成开业。

## 历史
- 1979年10月 - 开院。
- 1980年 - 2月，作为认定的急诊医院，床位数增至250张。同年6月，床位数增至350张。
- 1981年 - 被认定为“劳灾保险医疗机关”。
- 1984年9月 - 达到“重症者护理加算施设基准”。
- 1987年 - 3月增值400张床位。同年8月增至600张床位。9月开设中央楼和新生儿中心。
- 1992年 - 被认定为“综合医院”。
- 1995年 - 被认定为“厚生省临床研修指定医院”。
- 1996年 - 6月13日，医疗救助福冈机场“嘉鲁达印尼航空着陆事故”。
- 1997年 - 新楼启用。
- 1998年 - 施行九州最早的Batista手术。
- 2008年 - 被认定为“地域医疗支援医院”。
- 2009年 - 导入电子病历系统。

## 相关设施
- 老人之家「Henri南福冈」

## 交通
- 福冈高速道路（距福冈高速5号线板付出入口2km）
- 距西日本铁道井尻站约1.3km
- 距JR九州南福冈站约1.6km
- 巴士 -  西铁巴士・春日市交通巴士「やよい」至 「福冈德洲会病院前」

## 脚注来源
1. ↑  .   [2019-07-16]. （原始内容存档于2013-07-05）.